# جورج غلاس
جورج غلاس (بالإنجليزية: George Glass)‏ هو صحفي الرأي ومنتج أفلام أمريكي، ولد في 19 أغسطس 1910 في لوس أنجلوس في الولايات المتحدة، وتوفي في 1 أبريل 1984 في فينتورا في الولايات المتحدة.

## وصلات خارجية
- جورج غلاس على موقع IMDb (الإنجليزية)
- جورج غلاس على موقع قاعدة بيانات الفيلم (الإنجليزية)